# Бездольний Олексій Сергійович
Бездольний Олексій Сергійович (1 жовтня 1994, Борзна, Чернігівська область — 5 січня 2023, біля селища Красна Гора, Донецька область) — лейтенант Збройних Сил України, учасник російсько-української війни.

## З життєпису
Отримав освіту у Київському національному університеті імені Тараса Шевченка у 2018 році за юридичною спеціальністю.
24 лютого, з початку російського повномасштабного вторгнення, Олексій присягнув на вірність народу України та вступив до лав Збройних Сил України. Захищав Україну в складі батальйону спеціального призначення у Харківській, Херсонській та Донецькій областях.
В час, коли переважаючі сили росіян просувались вперед, не залишив своїх побратимів на передовій пішов на штурм посадки на певному напрямі, незважаючи на посаду офіцера штабу. Рятуючи життя кулеметника під час бойових дій на Бахмутському напрямку — отримав поранення від снайпера не сумісне с життям.

## Відзнаки
- Орден Богдана Хмельницького ІІІ ступеня.[3]
- Премія Київської міської ради за внесок молоді у розвиток місцевого самоврядування у 2020 році.[4]

## Вшанування пам'яті
18 січня 2024 року Київська міська рада перейменувала вулицю Червонозаводську на вулицю Олексія Бездольного. Петиція на сайті Президента України, про присвоєння Олексію Бездольному звання Герой України за декілька днів набрала більше 25000.
У селі Опеньки вулицю Народну перейменували на вулицю Олексія Бездольного.